# 日本の都市計画コンサルタント
日本の都市計画コンサルタント（にほんのとしけいかくコンサルタント）は、日本国内の都市計画の業務を主として受託し遂行している技術コンサルタント。多くの都市計画家を抱える。関連団体に、都市計画コンサルタント協会がある。

## 概要
石田頼房『日本近現代都市計画の展開』（自治体研究社、2004年）には、都市計画コンサルタントとは、都市計画・都市計画事業、都市開発・再開発プロジェクトに関する企画・調査・計画立案・市場調査・経営分析・影響評価などのさまざまな業務を、政府・地方自治体・民間企業・土地建物所有者（組合）・住民（団体）などから委託されて行なう専門業とし、コンサルタントが扱う業務を、事業で造られる土地・物的施設の計画・設計にかかわるハード部門と、企画・調査・影響評価などの計画立案以外の業務および物的施設そのものの設計を含まない計画業務（あらゆるレベルの構想計画・基本計画など）のようなソフト部門にわけることがある、としている。
日本建築学会『環境デザイン用語辞典』では、都市計画、地域計画、まちづくり等のための地域調査、分析、住民参加の場の開催、さまざまな計画策定支援と提案、情報収集、分析、整理、設計、事業計画策定当の業務を専門的に行う者とし、職域としては都市地域計画、建築計画・設計、土木工学、居住、環境、計画、道路、公園等の諸デザイン、福祉、法律、経営、事業、各種調査など多分野に広がる、と記述している。

## 種類
組織なら通常は技術士建設部門を取得している技術士が構成する建設コンサルタントであるが、シンクタンク、総合建設コンサルタントと呼ばれる大規模な建設コンサルタントや測量会社、組織系建築設計事務所などでは内部に都市計画受託業務を行う部署を設けて都市計画の業務を受託している場合もあり、小さな事業所規模でも同様のコンサルタントとして規模に応じた都市計画業務をおこなっているものが多くある。
都市計画受託業務とは、官庁などからの委託業務では、建設コンサルタント登録における都市及び地方計画部門に係る業務で、10．造園：都市及び地方計画で造園部門に関する事項や、11．都市計画及び地方計画：都市構成、土地利用、都市交通施設、公園緑地、区画整理その他の都市及び地方計画に関する事項、などがあげられる。
石田頼房の前掲書でも、コンサルタントといってもその実態はさまざまで、大資本系列の土木コンサルタント（建設コンサルタント）や大規模建築設計事務所（組織系建築設計事務所）などの都市計画・地域計画部課、大小の測量会社の計画部課、政財界をバックにした財団法人組織の研究所（シンクタンク）、土地区画整理・宅地造成などのハード部門を中心とした規模の大きい都市計画専業コンサルタント、ソフト部門中心の中小規模都市計画コンサルタント、1人または数人の個人事務所的（弁護士事務所的）コンサルタントなどがあるとし、高度経済成長期以後の公共及び民間の都市計画・都市開発事業を、それぞれの局面で支えたといって良い、としている。

## 誕生
もともと所有する土地の分譲開発として、三崎町や丸の内を開発した三菱の市街地開発の例やその後の不動産会社や、田園都市 (企業)や関西土地などこの種の会社が行った住宅地開発の例があり、これらの業態はインハウスの技術陣を抱えて手がけさせているのであるが、派生して箱根土地のように自前の開発地だけでなく、三鷹市の禅林寺から所有地所の開発を受託する例があり、個人レベルでも玉川地域の耕地整理（宅地開発設計）を行った高屋直弘のコンサルタント例が存在していた。
石田頼房の前掲書でも、以前から土地区画整理事業の設計のようなハードな部門は外部委託が多く、それらは測量会社や、終戦後は戦災復興のさなかに発足し始める建設コンサルタントと呼ばれる土木コンサルタント会社がもっぱら手がけ、都市計画学会の「都市計画コンサルタント制度研究委員会報告」『都市計画』9号・19号、によれば、18県の調査による1953年度施行中の249土地区画整理事業中、何らかの業務を外部委託しているものが116件、約46.6パーセントをしめていたことの報告を紹介し、これは区画整理事業は業務が複雑なうえ、地主の組合によるものが多く、どうしても業務の外部委託が必要になり、さまざまな形の区画整理専門業者が育つこととなった、と紹介している。
測量業からの派生の例に、1922年創業の測量業・和地工務所→大場土木建築事務所をへて、1971年から現社名となったオオバ（東京都）や、1923年（大正12年）に東京都江戸川区で創業し1946年に昭和測量工業株式会社から現社名となったまちづくりの総合コンサルタント・昭和（東京都）、1946年に八洲興行株式会社測量部として発足し、八洲測量株式会社から現社名となった八州 (コンサルタント)（東京都）、1951年創業の有限会社稲垣測量事務所→玉野測量株式会社を経て現社名となった玉野総合コンサルタント（愛知県）などがあり、各自区画整理を得意としている。
戦前の都市計画地方委員会所属であった都市計画系技官から民間業に派生した例もあり、桜井英記が森幸太郎と起こした桜井・森都市計画事務所は戦後すぐに主に地方で土地区画整理事業を多く手がけていた（後に事務所閉鎖時に業務を日本技術開発が引き継ぐ）。榧木寛之も1950年から民間のコンサルタント事務所を設立し、地方の都市計画や都市基本計画、駅前広場交通計画などの事業を1956年に亡くなるまで多がけている。
また石田は、戦後発足する地方住宅供給公社や日本住宅公団などの住宅団地設計などもハード部門といって良いとし、建築設計事務所などが手がけていたとしている。
住宅団地設計などの一定規模の場を設計するために大学建築学科の研究室や建築設計事務所などからの派生もあり、京都大学西山夘三門下三輪泰司らの地域計画建築研究所(アルパック、1967年～ 京都府ほか）や黒川紀章が建築設計事務所の都市計画部門を分離させてできたアーバンデザインコンサルタント（1970年～、東京都ほか）、大阪市立大学に赴任していた川名吉エ門門下の水谷頴介らが興した都市・計画・設計研究所（1970年～、神戸市ほか）、戦前期から団地設計で活躍した市浦健が戦後主宰した設計事務所から派生した市浦ハウジング&プランニングなどがあるほか、1974年設立の団地開発株式会社→都市開発システム、宅地開発技術サービス→都市開発技術サービス、都市整備エンジニアリング、都市整備センター→都市整備プランニングの4社の合併。で2004年発足するURリンケージ（東京都）やURサポート（大阪府、2004年）の例がある。
民間都市計画コンサルタントが本格的に登場するのは、高度経済成長期に都市開発・地域開発が活発化するのにともなってであり、1960年代から1970年代にかけて数多くの都市計画コンサルタントが生まれ、この時期の都市開発・再開発のぼう大な計画業務の重要な部分を担うことになったとしており、「プランナーの実態と意見」（『都市計画』99号，1977年）に掲載された日本都市計画学会の1977年調査によれば、回答のあった72の都市計画コンサルタントのうち、1940・1950年代に開業したものは10、1960年代が29、1970年から1975年が33であった、としている。
1950年に設立された都市計画学分野の学会である日本都市計画学会は、高度経済成長期にいたってもまだ大学などでも都市計画研究者は少なく、学会構成員の大半は旧建設省技術官僚を中心とする都市計画行政官であったこと、戦前の都市調査会の流れを汲む建設省の外郭団体の都市計画協会が、都道府県・市町村の都市計画担当部課・職員を主要な構成員とし、戦後発生する地域地方自治体等の都市基本計画や地域総合開発計画などのソフト部門の計画は、大学の都市計画関連講座の研究室や日本都市計画学会・都市計画協会などの団体が従来主として当ったことを紹介し、したがって、これらの団体が行政から受託して調査・計画業務を行なうということは、大学等の研究者は別として、都市計画行政官が二重人格的に業務を受託しているような変則的な面があったと指摘している。
しかし高度経済成長期以降、都市開発・地域開発の活発化にともない、都市計画関連業務は飛躍的に拡大し、しかも、市町村合併などによって新しく「市」となった地域、都市間高速道路・新幹線鉄道によって急に市街化の可能性が出てきた地域、新産都市計画などの工業分散政策により工業が進出して来る可能惟のある地域、あまり開発の可能性はないが計画でも作って何とか開発を誘致したい地域など、従来、都市開発・地域開発に未経験な地域の（したがって計画を作る組織・人の点でも不充分な）地方自治体が計画に取り組まざるを得ないことが多くなった。
とくに、
1960年代の終わりは新都市計画法、都市再開発法や全国総合開発計画など地域・都市関係の法整備と法定都市計画のラッシュ状態であった。特に1969年の地方自治法改正で、「市町村は事務の処理に、議会議決を経て、地域の総合的・計画的な行政運営のため、基本構想を定めてそれに即して行うこと」になる。こうした市町村の総合計画策定・都市基本計画は、概ね10年毎に見直され、基礎調査から審議会運営、パブリックコメントなど、計画論・方法論が求められ、膨大な作業が伴うことになる。
この法制度の整備がシンクタンクやコンサルタントに市場をつくることになった。
こうしたことから、委託に出される都市計画業務も飛躍的に増加し、しかも業務の内容も具体的事業に結びつくにつれて権利者や関係する機関・企業の調整などのなまなましいもの、多大な時間を必要とするものが多くなり、大学の研究室や学会が手がけるのにふさわしい研究的内容は少ないものになって来た。
このため、大学における都市計画教育を拡大・充実して多くの都市計画技術者を養成して、地方自治体や民間デベロッパー (開発業者)に送り込むこと、民間都市計画コンサルタントを育成することが必要であることが、あらためて強調され、『都市計画』50号，1960年の座談会「都市計画業務の諸問題」で、これらの点が討論されていると紹介している。東京大学工学部に都市工学科が設置されたのが1962年であり、1960年代後半から1970年代前半にかけてこのとき都市計画を学んだ学生らが都市設計に関する職能の確立目的や大学紛争の影響も受け、大学の研究室からスピンアウトして都市計画設計研究所（大学院生南條道昌、高山研究室助手大村虔一らが、1967年）、計画技術研究所（日笠端門下の林泰義ら、1968年）、環境設計研究所（都市工学科助手であった曽根幸一が、1968年）、UG都市設計（丹下研究室出身の梅沢忠雄らが、1969年）、都市環境研究所（高山研究室土田旭らが、1971年）、テイク・ナイン計画設計研究所（丹下研究室出身の押田健雄らが、1971年）、日本都市総合研究所（丹下健三都市建築研究所の都市計画部門から独立、1973年）といった具合にコンサルタントへと移行していく。
さらに、1957年の技術士法による技術士の資格が設けられ、その中の技術士建設部門で選択科目に「都市および地方計画」をとったものが、いわば都市計画業務の専門家という認定を受けたものになるとし、また1964年に旧建設省が「建設コンサルタント登録規程」を設け、一定の要件を備えたコンサルタントの登録を行なうことになる一方、都市計画コンサルタントの側でも、1959年に都市計画協会・日本建築家協会など4団体が、「団地計画設計業務及び報酬規程」を制定し、業者組織も個人を中心とする都市再開発コンサルタント連により再開発コーディネーター協議会（1985年から社団法人再開発コーディネーター協会に発展改組）が1979年に組織されるなど、業務と地位の確立に努めたこと、を紹介している。
供給側も建設コンサルタン卜登録規程が整備されたのを「契機として桜井、五十嵐、谷藤、奥田、浅野、本間、佐藤等旧建設省都市計画OBと市浦、大庭、松田等諸氏の建築事務所内の都市計画部門の拡張を行い都市計画業務を行ったのが民間都市計画家の最初の」一群とされている。当初、土木工事の計画設計の委託先として形成された建設コンサルタン卜のうち 、特に都市、地方計画部門において、旧都市計画法よる法定都市計画を但う技術者集団と、住宅団地の計画や設計、あるいは再開発事業の計画や設計などの建築設計の延長線上の技術を担う建築家集団という 2つの異なったコンサルタントが生まれてきた。
また昭和43年に成立した新都市計画法と、44年に制定された都市再開発法は、全国の地方自治体の都市計画行政組織を整備し、官庁プランナーのテリトリーを一層強国なものとする契機となったが、民間のコンサルタントという形の職域定着には、ひとつには自治体や公団など公共団体の補助としての役割と、さらに第三者という立場を生かした調整役としての役割という 2点とされる。現在民間都市計画コンサルタント事務所に所属するプランナーたちは、ほとんど公共のクライアン卜からの調査研究業務を受けながらコーティネーターの役割をその時々に使いわけているのが実態とみられている。